# Draadloze communicatie

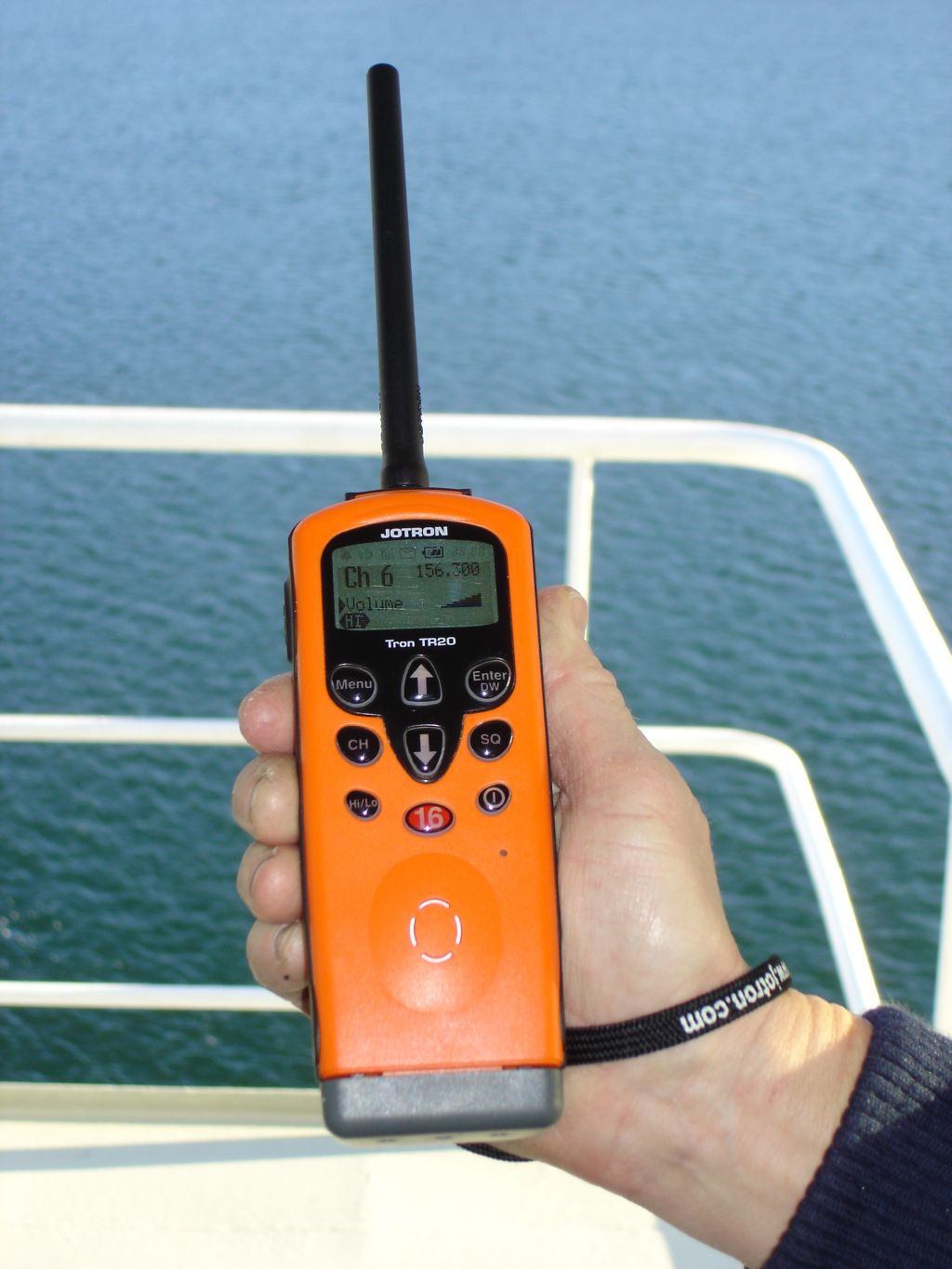
Een portofoon aan boord van een schip.

Draadloze communicatie is de overdracht van informatie tussen twee of meer punten zonder het gebruik van een elektrische geleider als medium voor de overdracht. De meest gebruikte manier is door middel van radiogolven.

## Elektromagnetische golven
De transmissie vindt plaats via al dan niet directionele elektromagnetische golven, waarbij het bereik van de gebruikte frequentieband kan variëren van enkele hertz tot enkele honderden terahertz, afhankelijk van de toepassing en de gebruikte technologie.
Draadloze transmissiemethoden worden voornamelijk gebruikt in toepassingsgebieden waar bedrade transmissietechnologieën niet kunnen worden gebruikt of te duur zijn, bijvoorbeeld satellietcommunicatie of een straalverbinding. Andere toepassingen zijn zowel in de consumentenelektronica als in de industriële sector te vinden.
Bekende voorbeelden in het radiofrequentiebereik zijn bluetooth, Wireless LAN, ZigBee, NFC en WiMAX. In het infrarood- of optische frequentiebereik zijn enkele voorbeelden een infrarode verbinding, optische straalverbinding en Li-Fi.

## Geluidsgolven
Communicatie met een onderzeeër (duikboot) op grote diepte vindt plaats met geluidsgolven, die zoals bij een modem gebruikt worden als drager van data. Deze communicatie is erg traag.